# Sombras (filme)
Shadows (bra/prt: Sombras) é um filme norte-americano de drama, escrito e dirigido por John Cassavetes, sobre as relações interraciais na Nova York da geração beat em fins dos anos 1950. O elenco conta com Ben Carruthers, Lelia Goldoni, Hugh Hurd, e Anthony Ray. Filmado inicialmente em 1957 e exibido em 1958, a má recepção do público levou Cassavetes a remontar o filme em 1959 com novos trechos.
Filmado em locações, com baixo orçamento e uma equipe e elenco não profissionais, o filme é considerado um marco no nascimento do cinema independente americano. O filme pode ser visto como um estudo próprio da linguagem cinematográfica com ênfase na atuação. Em 1960 ganhou o Prêmio da Crítica no Festival de Veneza.

## Sinopse
O filme gira em torno de um romance na cidade de Nova York entre Lelia, uma mulher negra de pele clara, e Tony, um homem branco. O relacionamento fica em risco quando Tony conhece Hugh, o irmão mais velho e de pele mais escura de Lelia, e descobre que a herança racial da namorada não é a que ele pensava.

## Elenco
- Lelia Goldoni como Lelia
- Hugh Hurd como Hugh
- Ben Carruthers como Ben
- Rupert Crosse como Rupert
- Anthony Ray como Tony
- Dennis Sallas como Dennis
- Tom Allen como Tom

## Produção
A ideia para o filme surge a partir de um exercício na oficina de teatro de Cassavetes, The Cassavetes-Lane Drama Workshop. Cassavetes fundou a escola junto com seu colega, o também ator Burt Lane, realizando exercícios de improvisação, tentando afastar-se do Método de Interpretação de Atores, muito popular na época. Um exercício particular se destacou: uma mulher afro-americana de pele clara que namora um rapaz branco, mas ele sente repulsa quando descobre que ela tem um irmão negro. Cassavetes decide transformar a ideia do exercício em filme e busca formas de financiamento.
Durante uma entrevista a uma estação de rádio para divulgação do filme Edge of the City (1957) em que atuava, Cassavetes, afirmou que conseguiria fazer um filme melhor que aquele, apresentou a ideia de Shadows e pediu recursos aos ouvintes, que para sua surpresa responderam. Cassavetes também conseguiu dinheiro de alguns de seus amigos, incluindo Hedda Hopper, William Wyler, e seu agente, Charlie Feldman. O diretor contratou o alemão Erich Kollmar como diretor de fotografia do filme, o único membro da equipe além do próprio Cassavetes, com experiência prévia em sets de filmagem.

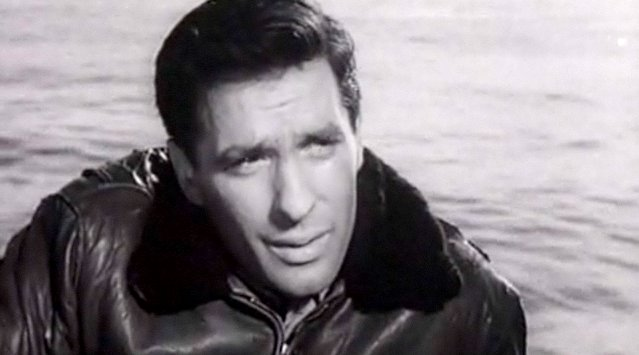
John Cassavetes no filme Edge of the City (1957).

Com atores da Cassavetes-Lane Drama Workshop, as filmagens começaram sem um roteiro estabelecido, seguindo o esquema de improvisação usado nos exercícios. Cassavetes e seu assistente de direção Maurice McEndree davam instruções básicas sobre do que se trataria e de quais movimentos seriam essenciais à cena. O material das primeiras semanas de filmagem foi descartado por problemas técnicos e insatisfação de Cassavetes com as falas dos atores.
A partir de sua experiência como ator, Cassavetes propôs inverter a lógica do set de filmagem, que deveria se organizar em função dos atores e não o contrário, como acontecia em geral. Erich Kollmar, o diretor de fotografia, buscou formas de filmagem que pudessem se adaptar à essa proposta do filme. Shirley Clarke, cineasta experimental norte-americana, emprestou sua câmera de 16mm, que permitia uma maior mobilidade nas filmagens, facilitando o movimento em torno do ator. Dado o grau de improvisação do filme, não foi possível usar luzes direcionadas aos atores, optando-se por uma iluminação mais geral. Cassavetes conta que a escolha por filmagens na rua foi menos uma opção estética do que uma necessidade, já que não havia recursos para alugar um estúdio. Como a equipe não possuía permissões para gravar nas ruas, as filmagens estavam sujeitas a serem interrompidas a qualquer momento. Algumas cenas do filme foram gravadas no apartamento em que Cassavetes morava com sua esposa, Gena Rowlands. Outros filmes de Cassavetes também aproveitaram de residências pessoais como locação.
A montagem do filme foi difícil na medida em que não havia notas sobre a ordem de filmagem e pelo fato de o som não ser sincronizado à imagem. Os editores Len Appelson, Maurice McEndree e Wray Bevins começaram a montar enquanto a filmagem ocorria. A fotografia principal terminou em maio de 1957, mas a edição levou mais de um ano. Embora tenha participado das filmagens, devido sua agenda como ator, Cassavettes não participou da montagem de Shadows. Além da ausência do diretor, a montagem foi dificultada pela existência de muitas versões do mesmo plano, filmadas a partir de ângulos diferentes, para na montagem decidir qual seria a melhor forma de decupar a cena.
Charles Mingus compôs uma série de canções que funcionavam individualmente em vez de músicas que seguissem a história do filme. A primeira versão de Shadows usou boa parte das cerca de três horas de material de Mingus e sua banda.

## Versão de 1958
O filme foi exibido pela primeira vez no Paris Theater em Nova York em 1958. Cassavetes, que prometera fazer um filme “sobre pessoas”, realizou uma série de exibições iniciais gratuitas, anunciadas na mesma rádio onde ele havia pedido por doações para o filme. Embora Cassavetes afirme que as sessões foram lotadas, relatos afirmam que cerca de 100 pessoas apareceram para cada uma das sessões. Sabe-se que o público, que incluía amigos de Cassavetes, não gostou do filme, com pessoas saindo no meio da sessão, incluindo Burt Lane, sócio do diretor na oficina de atuação e que participou da preparação de elenco do filme. Cassavetes, insatisfeito, considerou que o filme era muito “intelectual”, algo que buscava evitar. O filme teve uma recepção mista, o que levou o diretor a filmar novos trechos e remontar.
Uma das poucas críticas positivas é de Jonas Mekas, em 1959, na revista Film Culture. Mekas exaltou a improvisação do filme e a forma como ele se distanciava de um modelo de estúdio convencional no cinema norte-americano. A revista, fundada por Mekas e seu irmão, deu a Shadows, o primeiro “Independent Film Award”.

## Versão de 1959
Cassavetes gravou novas cenas para o filme em 1959, dessa vez usando um roteiro que escreveu com Robert Alan Aurthur. O tema do preconceito racial foi reduzido, dando uma maior atenção para os três irmãos e a complexidade das relações entre eles. Com financiamento de Nikos Papatakis e outros, Cassavetes reconstruiu o filme, descartando mais da metade da versão original.
Enquanto a segunda versão dá um maior destaque a personagem de Lelia, na versão de 1958 a personagem surge no filme mais tarde, possui menos falas e não dorme com Tony (que a leva para casa quando ela pede). A primeira versão também possui mais imagens de Benny e seus amigos em andanças por Nova York. Sobre o personagem de Benny, outra diferença está no fato de a afirmação dele “Eu aprendi uma lição” vir ao final do filme na segunda versão, mostrando que Ben pretende mudar seus modos após ser espancado, dando uma espécie de moral para sua estória. Na primeira versão, a briga e a fala de Ben ocorriam na metade do filme, e cenas subsequentes o mostravam repetindo os mesmos atos, falhando em cumprir sua palavra, incapaz de mudar.
Outras cenas adicionadas na segunda versão incluem a cena no MoMA, as cenas antes e depois das relações entre Lelia e Tony e a cena com Lelia e seus irmãos após Tony se mostrar preconceituoso. A participação de Tony também foi reduzida na segunda versão.
Quanto a trilha do filme, as composições de Mingus foram descartadas na segunda versão. Devido a indisponibilidade de Mingus para refazer a trilha, Cassavetes decide chamar o saxofonista Shafi Hadi, do grupo de Mingus, para compor a trilha da versão de 1959.

## Lançamento e Recepção
A chamada “segunda versão” de Shadows foi alugada por Amos Vogel e exibida em 11 de novembro de 1959, em um programa intitulado “O Cinema de Improvisação” da sua sociedade de cinema de vanguarda, Cinema 16, no Fashion Industries Auditorium.
O filme foi ovacionado por uma plateia formada por críticos e artistas. No entanto, Jonas Mekas, que havia elogiado a primeira versão, acusou Cassavetes de se vender. Em sua coluna no The Village Voice, o crítico afirmou que a “segunda versão comercializada [de Shadows] é apenas mais um filme de Hollywood”. Uma “‘versão melhorada’ com o mesmo título, mas com cenas diferentes, cortes, história, atitude, personagens, estilo diferentes, com tudo o que eu estava elogiando completamente destruído".
Com a ajuda Jo Lusting, um agente que viria a representar Cassavetes pelas próximas duas décadas em Londres, e do amigo Seymour Cassel, Shadows foi exibido em 25 de agosto de 1960 no Festival de Veneza, sem legenda e fora da competição, na Seção de Informações. No entanto, para surpresa do cineasta, o filme recebeu uma resposta extremamente positiva do público, o que levaria a acordos de distribuição na Grã Bretanha e na Escandinávia. Graças a esses acordos de distribuição, o diretor recuperou mais da metade dos custos do filme apenas nos primeiros meses de exibição.
O filme foi exibido no Festival de Cinema de Londres no começo de outubro daquele ano e lançado comercialmente em 14 de outubro de 1960, na Academy Cinema de West End, em Londres. Shadows obteve críticas positivas na imprensa britânica e foi um sucesso de bilheteria, arrecadando US$ 11.000,00 na primeira semana e permanecendo em exibição por mais de seis meses.
Entretanto, apesar da repercussão do filme fora dos EUA, nenhum distribuidor norte-americano se interessou por ele. Sem outras opções, o cineasta assinou um acordo de distribuição doméstica com a inglesa British Lion, a mesma responsável pela distribuição do filme na Grã Bretanha, no primeiro acordo do tipo feito nos Estados Unidos.
O lançamento norte-americano, no entanto, foi um desastre. A inépcia da empresa britânica quanto aos canais de distribuição norte-americanos e as resenhas negativas da imprensa especializada, que sob o domínio dos valores de produção hollywoodianos, focavam sua análise no baixo orçamento e nos problemas técnicos, minaram o filme, de forma que, ao final do ciclo de dois anos de distribuição, Cassavetes mal havia recuperado o seu investimento na obra.

## Premiações
Em 1993, Shadows foi incluído no Registro Nacional de Filmes dos Estados Unidos pela Biblioteca do Congresso por ser "cultural, histórica, ou esteticamente significante".